# Aspalathus biflora
Aspalathus biflora är en ärtväxtart som beskrevs av Ernst Meyer. Aspalathus biflora ingår i släktet Aspalathus och familjen ärtväxter.

## Underarter
Arten delas in i följande underarter:
- A. b. biflora
- A. b. longicarpa